# Пеше, Пьер
Пьер Пеше (фр. Pierre Pêcher) — бельгийский фехтовальщик, призёр чемпионата мира.

## Биография
В 1928 году принял участие в соревнованиях по фехтованию на рапирах на Олимпийских играх в Амстердаме, но там бельгийская команда стала лишь 4-й. В 1930 году завоевал бронзовую медаль командных соревнований по фехтованию на рапирах в рамках Международного первенства по фехтованию в Льеже. В 1937 году Международная федерация фехтования задним числом признала все прошедшие ранее Международные первенства по фехтованию чемпионатами мира.